# Heinrich Plönnies
Heinrich Plönnies (* um 1520 in Lübeck; † 17. Oktober 1580 in Lübeck) war ein Bürgermeister der Hansestadt Lübeck.

## Leben
Heinrich Plönnies war Sohn des Lübecker Bürgermeisters Hermann Plönnies. Er studierte ab 1538 an der Universität Rostock. Plönnies wurde 1559 in den Rat der Stadt gewählt und war dort in den Jahren 1571 und 1572 Kämmereiherr. 1571 vertrat er die Stadt gemeinsam mit dem Ratsherrn Benedikt Schlicker in einer Gesandtschaft an den königlich dänischen Hof in Kopenhagen. 1572 wurde er im Rat zu einem der Bürgermeister der Stadt bestimmt. 1573 und 1574 vertrat er die Stadt in Lüneburg bei Verhandlungen mit dem Ziel einen Vergleich zwischen der Stadt Lüneburg und Herzog Julius von Braunschweig-Wolfenbüttel zu erreichen und diese auszusöhnen. 1579 war er als Gesandter der Stadt bei Herzog Ulrich von Mecklenburg.
Heinrich Plönnies war mit einer Tochter des Lübecker Ratsherrn Hinrich Kerckring verheiratet und wohnte in der Breiten Straße 41. Der Rat räumte ihm den Nießbrauch an Gut Strecknitz ein. Sein Porträt befindet sich in der Bürgermeistergalerie im Lübecker Rathaus. Eine Tochter heiratete den Lübecker Kaufmann und Chronisten Hans Millies.